# Кимстач, Александр Карлович
Александр Карлович Кимстач (1908—1982) — советский работник железнодорожного транспорта, Герой Социалистического Труда (1966).

## Биография
Родился 3 сентября 1908 году в Таганроге в многодетной семье железнодорожника, который был ламповщиком на станции Таганрог Екатерининской дороги.
С 15 лет работал на топливном складе железнодорожной станции станции Пятихатка Приднепровской магистрали, затем был помощником машиниста и машинистом в депо Новороссийск.
В 1928 году окончил профтехшколу путей сообщения и стал квалифицированным паровозником. В течение двух лет работал помощником, а затем машинистом паровоза на Северо-Кавказской железной дороге.
В 1930 году Кимстач был послан на учебу в Ростовский институт инженеров железнодорожного транспорта, который окончил в 1933 году. После этого работал старшим инженером, начальником локомотивной службы, заместителем начальника Дальневосточного и Уральско-Сибирского округов железных дорог.
Участник Великой Отечественной войны. Война застала его в должности заместителя начальника Центрального управления паровозного хозяйства. Будучи уполномоченным ГКО и Министерства путей сообщения, Александр Кимстач обеспечивал перевозки грузов для нужд Красной Армии.
В 1946 году он был назначен начальником Кишиневской железной дороги. С августа 1949 года работал начальником Рязано-Уральской железной дороги, а в 1953—1961 годах — начальником Приволжской железной дороги. С 1961 по 1975 годы был начальником Северо-Кавказской железной дороги.
Занимался политической и государственной деятельностью — был делегатом ряда съездов КПСС и депутатом Верховного Совета РСФСР нескольких созывов.
Умер 11 октября 1982 года. Похоронен на Северном кладбище в Ростове-на-Дону.

## Награды
- Указом Президиума Верховного Совета СССР от 4 августа 1966 года — за выдающиеся успехи, достигнутые в выполнении заданий семилетнего плана перевозок, развитии и технической реконструкции железных дорог, начальнику Северо-Кавказской железной дороги Александру Кимстачу было присвоено звание Героя Социалистического Труда с вручением ордена Ленина и золотой медали «Серп и Молот».
- Также награждён ещё тремя орденами Ленина, орденом Октябрьской Революции, четырьмя орденами Трудового Красного Знамени, орденом Красной Звезды, многими медалями.
- Отмечен знаком «Почётному железнодорожнику».

## Память

Памятная доска

- Об А. К. Кимстаче имеются материалы, хранящиеся в музее истории СКЖД, который был создан в 1960-х годах по его инициативе.
- В Ростове-на-Дону ему установлена мемориальная доска (Театральная площадь, 2).